# Musée du Palais Bellomo
La galerie régionale du palais Bellomo (en italien : Museo di palazzo Bellomo) est un musée d'art situé à Syracuse, en Sicile.

## Palais Bellomo

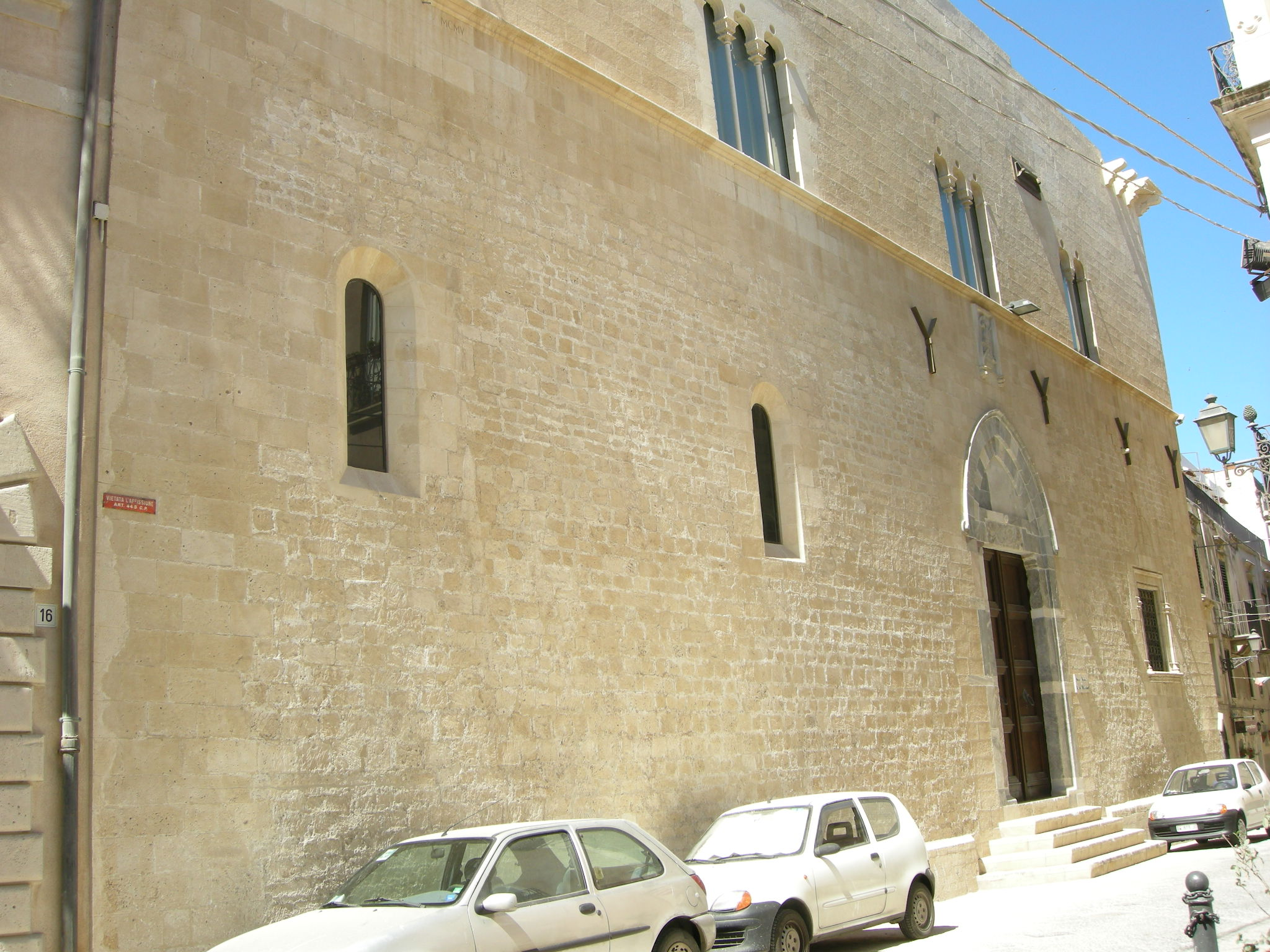
Palais Bellomo

Le musée est situé dans le Palais Bellomo. Les origines du palais remontent au XIIe siècle, à l'époque du règne des Hohenstaufen en Sicile. Le palais présente ainsi encore un certain nombre d'éléments particulièrement bien conservés de cette époque. La façade principale ainsi que le sous-sol et le rez-de-chaussée conservent encore en grande partie l'aspect du bâtiment du XIIe siècle. Des modifications architecturales furent apportées au XIVe siècle et plus encore au XVe siècle, lorsqu'elle appartenait à la famille Bellomo, qui a donné son nom au palais. Les ajouts de cette époque, tels que les portails, les fenêtres à meneaux et l'escalier présentent des influences du gothique catalan, un style alors populaire en Sicile (la Sicile faisant alors partie de la couronne d'Aragon). Au XVIIIe siècle, le bâtiment et le palais Parisio voisin furent repris par un monastère bénédictin qui fusionna les bâtiments en un seul. En 1866, le palais est nationalisé par l'État italien et sert de musée depuis 1940. Une rénovation a été réalisée en 2004-2009.

## Collections

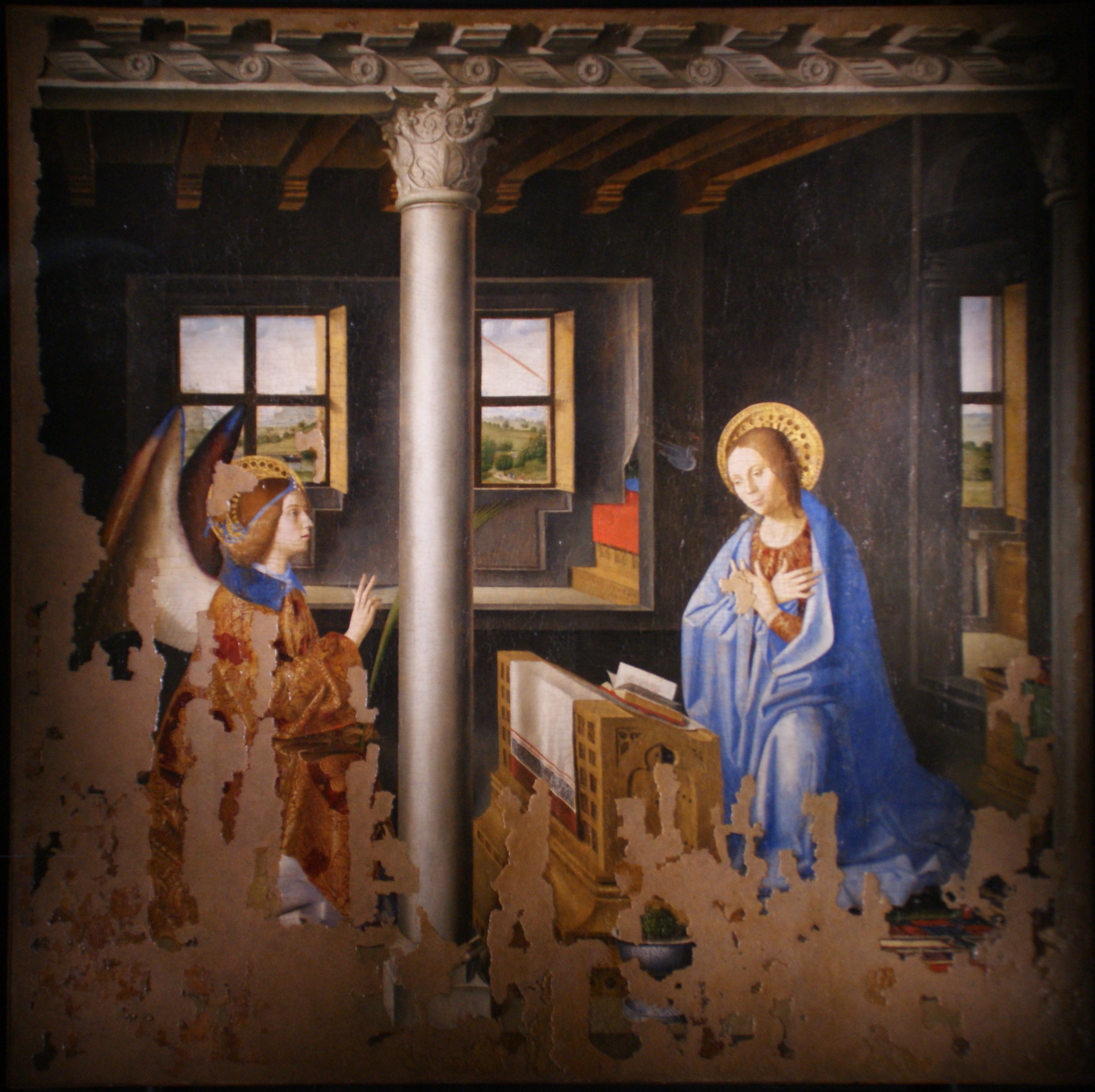
Annonciation d'Antonello de Messine

Le musée abrite une collection d'œuvres d'art (peintures, sculptures et arts décoratifs) retraçant l'histoire de Syracuse et de sa région sur plusieurs siècles, depuis le Moyen Âge jusqu'à l'époque moderne. L'œuvre la plus célèbre conservée au musée est l'Annonciation d'Antonello de Messine, mais les collections sont riches d'autres oeuvres, à l'instar d'une statue de La Vierge au chardonneret attribuée à Domenico Gagini,.